# Stefon Diggs
Stefon Diggs (Gaithersburg, 29 novembre 1993) è un giocatore di football americano statunitense che milita nel ruolo di wide receiver per i New England Patriots della National Football League (NFL). Al college ha giocato a football all'Università del Maryland a College Park.

## Carriera

### Minnesota Vikings

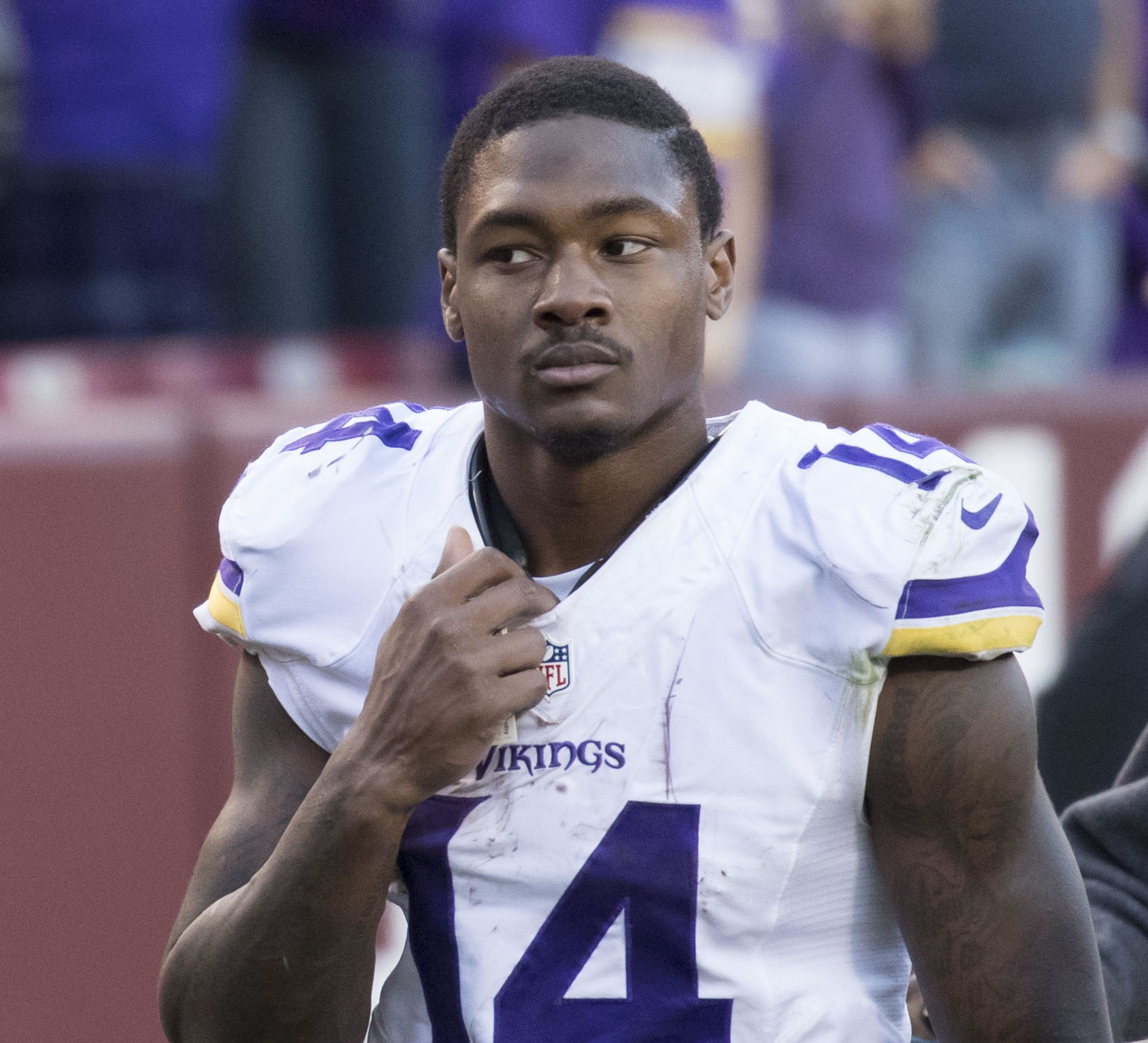
Diggs nel 2016

Il 2 maggio Diggs fu selezionato al 5º giro come 146º assoluto dai Minnesota Vikings. Debuttò come professionista nel quarto turno e, dopo la settimana di pausa, nella settimana 6 contro i Chiefs ricevette sette passaggi per 129 yard dal quarterback Teddy Bridgewater, venendo premiato come rookie della settimana. Il primo touchdown lo segnò sette giorni dopo nella vittoria sui Detroit Lions. A fine anno, la Pro Football Writers Association lo inserì nella formazione ideale dei rookie.
Il 13 novembre 2016, Diggs divenne il primo giocatore della storia della NFL a fare registrare almeno 13 ricezioni in due gare consecutive: alle 13 che aveva fatto registrare la settimana precedente contro i Detroit Lions ne fece seguire altrettante contro i Washington Redskins.
Nel terzo turno della stagione 2017 Diggs trascinò Minnesota alla vittoria sui Tampa Bay Buccaneers con 8 passaggi ricevuti per 173 yard e 2 touchdown dal quarterback Case Keenum. La sua stagione regolare si chiuse con 64 ricezioni per 849 yard e 8 touchdown. Il 14 gennaio 2018, nel divisional round dei playoff contro i New Orleans Saints, Diggs segnò il touchdown della vittoria in rimonta su un passaggio da 61 yard da Keenum durante gli ultimi secondi di gioco, portando i Vikings in finale di conference in una gara divenuta nota come Minneapolis Miracle.
Nel 2018, Diggs stabilì gli allora primati personali in ricezioni (102), yard ricevute (1.021) e touchdown (9).
Nel sesto turno della stagione 2019 Diggs ricevette 167 yard e segnò 3 touchdown nella vittoria sui Philadelphia Eagles.

### Buffalo Bills
Il 16 marzo 2020, Diggs fu scambiato con i Buffalo Bills assieme a una scelta del settimo giro del Draft NFL 2020 per una scelta del primo giro (la 22ª assoluta), una del quinto, una del sesto e una scelta del quarto giro del 2021. Il primo touchdown nella nuova maglia lo ricevette dal quarterback Josh Allen nel secondo turno, in una gara che terminò con 156 yard ricevute nella vittoria sui Miami Dolphins. Nel penultimo turno ricevette 145 yard e segnò un massimo stagionale di 3 touchdown nella vittoria sui New England Patriots nel Monday Night Football, venendo premiato come giocatore offensivo della AFC della settimana. La sua stagione si chiuse guidando la NFL in ricezioni (127, un nuovo record di franchigia) e yard ricevute (1.535), venendo convocato per il suo primo Pro Bowl (non disputato a causa della pandemia di COVID-19) e inserito nel First-team All-Pro. Nel turno delle wild card ricevette 128 yard e un touchdown nella vittoria sugli Indianapolis Colts, la prima nei playoff per i Bills dal 1995. La settimana successiva ricevette altre 106 yard e un touchdown nella vittoria per 17-3 contro i Baltimore Ravens in una battaglia difensiva. I Bills furono eliminati nella finale della AFC da Kansas City.
Nel 2021 Diggs fu convocato per il suo secondo Pro Bowl dopo avere ricevuto 103 passaggi per 1225 yard e 10 touchdown.
Diggs aprì la stagione 2022 con 10 ricezioni per 122 yard e un touchdown nella vittoria sui Los Angeles Rams campioni in carica. La settimana successiva ricevette 148 yard e 3 touchdown nella vittoria sui Titans nel Monday Night Football per 41-7. A fine stagione fu convocato per il suo terzo Pro Bowl e inserito nel Second-team All-Pro dopo essersi classificato quarto nella NFL con 108 ricezioni, quinto con 1.429 yard ricevute e terzo con 11 touchdown su ricezione. Nel primo turno di playoff guidò la squadra con 114 yard ricevute nella vittoria sui Miami Dolphins.
Nel quarto turno della stagione 2023, Diggs contribuì alla vittoria sugli imbattuti Dolphins ricevendo 120 yard e segnando 3 touchdown. Due settimane dopo pareggiò il suo primato stagionale con 10 ricezioni e per la quarta partita consecutiva ricevette oltre 100 yard nella vittoria sui New York Giants. A fine stagione fu convocato per il suo quarto Pro Bowl, al posto di Amari Cooper che scelse di non parteciparvi, dopo avere fatto registrare 107 ricezioni per 1.183 yard e 8 touchdown.

### Houston Texans
Il 3 aprile 2024 Diggs, assieme a una scelta del sesto giro del Draft 2024 e una del quinto giro del Draft 2025, fu scambiato con gli Houston Texans per una scelta del secondo giro del Draft 2025. Nella prima partita con la nuova maglia ricevette 2 touchdown dal suo nuovo quarterback C.J. Stroud nella vittoria sui Colts. Nella stessa partita superò le 10.000 yard ricevute in carriera. Nell'ottavo turno contro gli Indianapolis Colts si ruppe il legamento crociato anteriore, perdendo tutto il resto della stagione.

### New England Patriots
Il 25 marzo 2025 Diggs firmó un contratto triennale del valore di 25 milioni di dollari con i New England Patriots.

## Palmarès
- Convocazioni al Pro Bowl: 4

2020, 2021, 2022, 2023
- First-team All-Pro: 1

2020
- Second-team All-Pro: 1

2022
- Giocatore offensivo della NFC della settimana: 1

2ª del 2016
- Giocatore offensivo della AFC della settimana: 1

16ª del 2020
- Rookie della settimana: 1

6ª del 2015
- PFWA All-Rookie Team - 2015
- Leader della NFL in yard ricevute: 1

2020

## Famiglia
È il fratello del cornerback dei Dallas Cowboys Trevon Diggs.